# Weissbad
Weissbad, im einheimischen Dialekt s Wisbad, im Wisbad, ist eine Ortschaft im Kanton Appenzell Innerrhoden in der Schweiz zwischen Appenzell und Wasserauen. Sie liegt auf gut 800 Metern zwischen dem Zusammenfluss vom Schwendibach und Brüelbach sowie dem Zufluss vom Wissbach in den Schwendibach, der ab hier mit Sitter bezeichnet wird.
`

## Geschichte

Der Molken-Curort Weissbad

Die Gegend hiess früher Rietli und wurde 1590 erstmals erwähnt. Karl Jakob Inauen führte 1790 in der Badehütte die Molkenkur ein. Die Kuranstalt entwickelte sich im 19. Jahrhundert zum bedeutendsten Tourismusort Innerrhodens, der bis zum Ersten Weltkrieg rege frequentiert wurde und in der Zwischenkriegszeit noch eine Nachblüte erlebte. Der Rückgang des Tourismus führte 1975 zur vorübergehenden Aufgabe des Hotelbetriebs, der erst 1994 als Gesundheits- und Ferienhotel neu eröffnet wurde. Nahe des Kurhauses entstanden ab der zweiten Hälfte des 19. Jahrhunderts fünf Gasthäuser. Bei der 1553 erwähnten Loosmühle (vor 1900 eingegangen) befanden sich im 19. Jahrhundert neben der Gastwirtschaft und der Bäckerei weitere Gewerbebetriebe.
Im 20. Jahrhundert entwickelte sich Weissbad zu einem kleinen Dorf entlang der 1867 bis 1869 erstellten Strasse mit eigenem Postlokal (1904 eröffnet, ab 1881 schon Hotelpost), einer Station der Appenzeller Bahnen (1912) und einer Filiale der Appenzeller Kantonalbank (1984).
Mitten durch die Ortschaft Weissbad verlief die Grenze zwischen den Bezirken Schwende und Rüte, die zum 1. Mai 2022 zum Bezirk Schwende-Rüte zusammengeschlossen wurden. Während Schwende den westlichen Teil beherrschte, gehörte der östliche Teil zu Rüte. In einer ähnlichen Situation ist noch immer das Dorf Appenzell, das in die Bezirke Appenzell und Schwende-Rüte geteilt ist. Weissbad beherbergte den Verwaltungssitz des Bezirks Schwende.

## Bilder

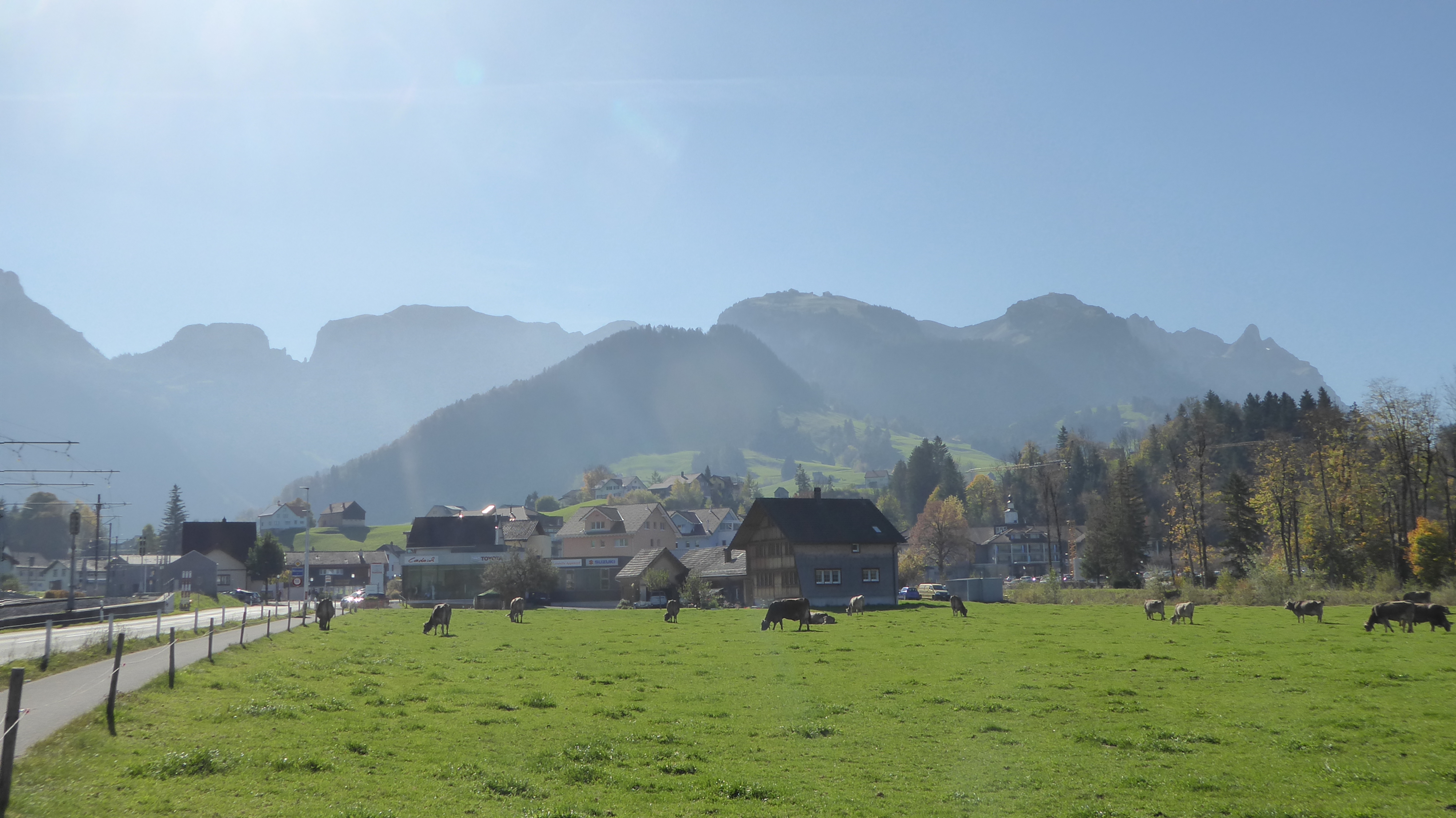
Weissbad mit Alpstein
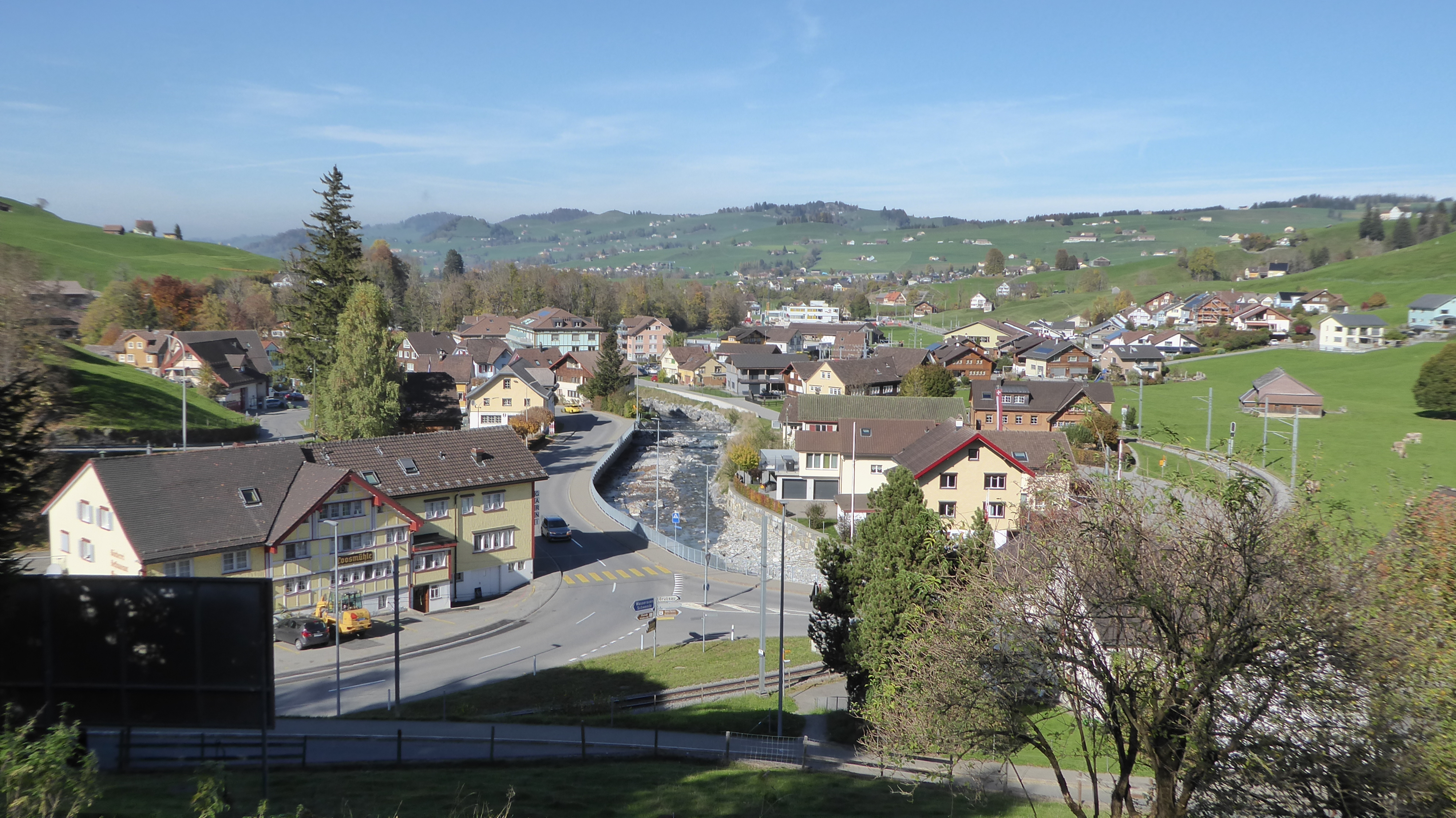
Weissbad, vorne Strasse nach Wasserauen und Schwendibach
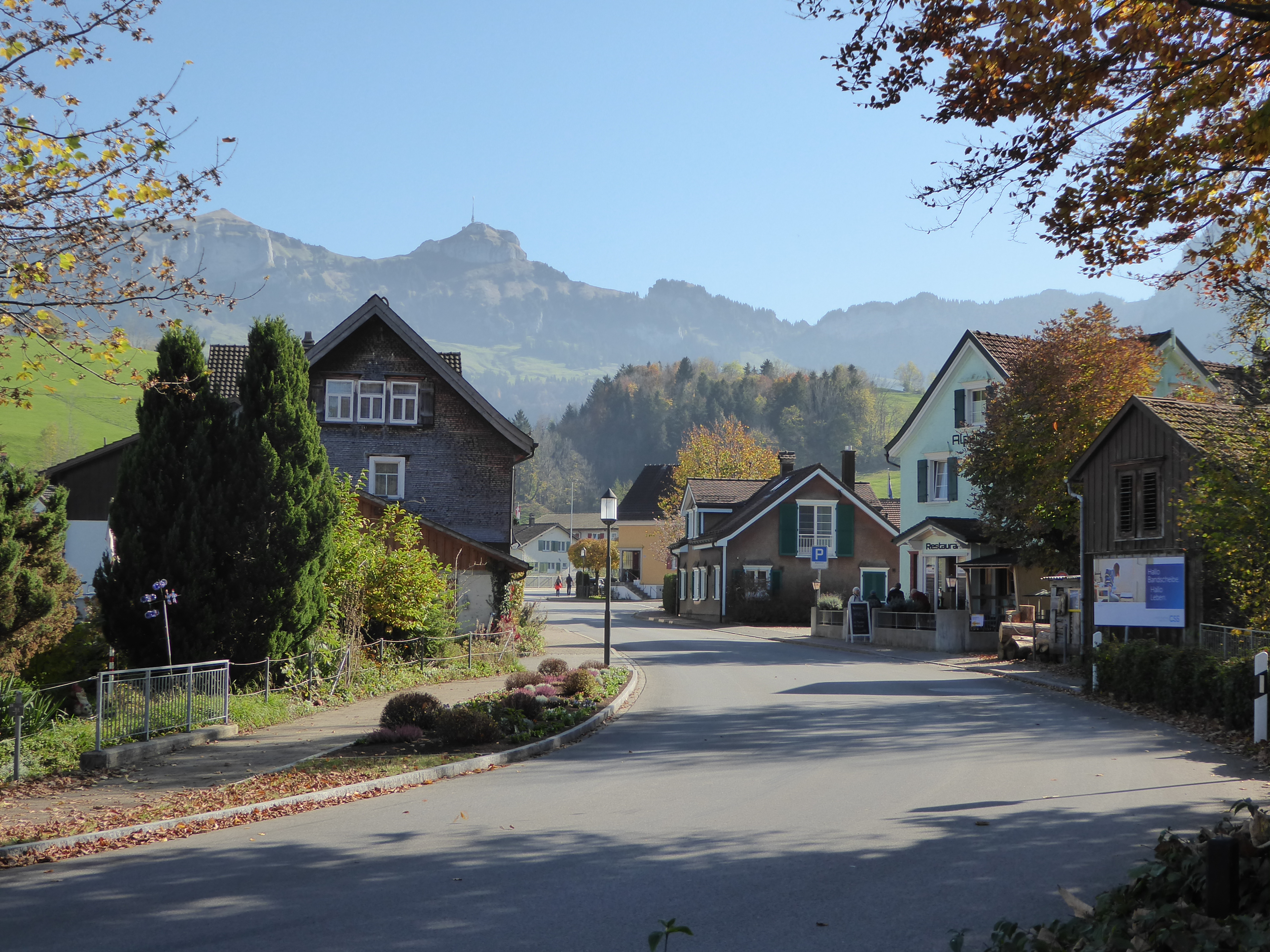
Weissbad, im Hintergrund Hoher Kasten
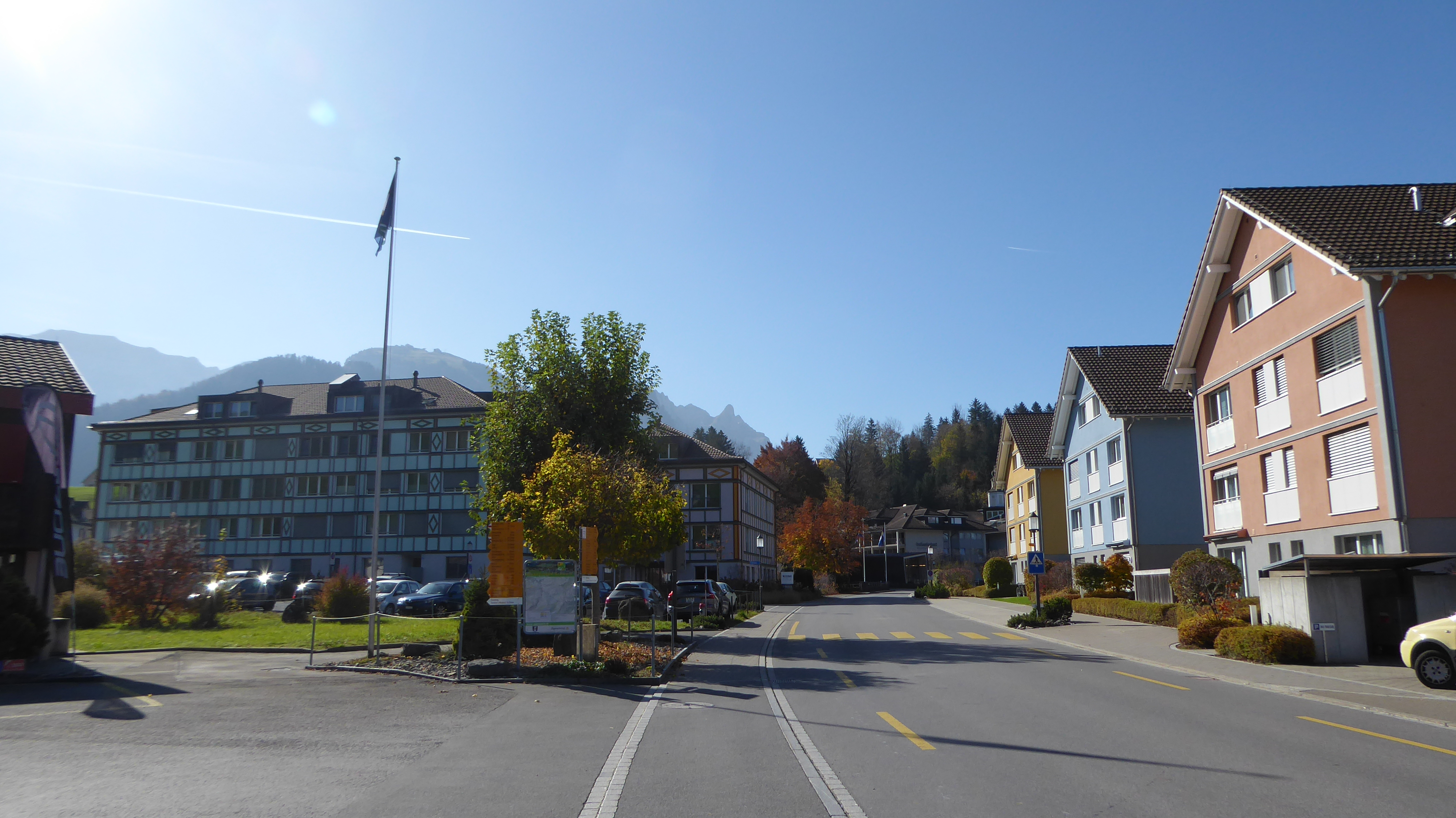
Hotel „Weissbad Lodge“ (links)